# Scheiße
Scheiße is een nummer van de Amerikaanse singer-songwriter Lady Gaga afkomstig van haar derde studioalbum Born This Way.
Scheiße werd geschreven door Lady Gaga zelf en producer RedOne, die het nummer tevens geproduceerd heeft. Scheiße werd opgenomen in Lady Gaga's toerbus tijdens het Europese deel van The Monster Ball Tour. Het nummer werd geïntroduceerd als remix op 19 januari 2011 tijdens een Thierry Mugler-modeshow.